# Garry Gilliam
Garry Montzell Gilliam Jr. (Harrisburg, 26 novembre 1990) è un giocatore di football americano statunitense che gioca nel ruolo di offensive tackle per i San Francisco 49ers della National Football League (NFL). Al college ha giocato a football alla Pennsylvania State University.

## Carriera universitaria
Gilliam giocò con i Penn State Nittany Lions dal 2009 al 2013, sia nel ruolo di tight end che in quello di offensive tackle.

## Carriera professionistica

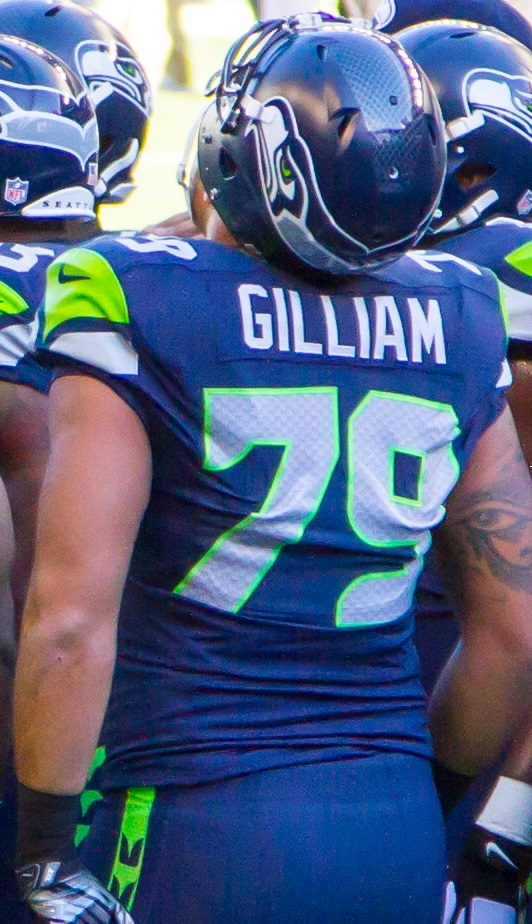
Gilliam coi Seahawks nel 2014

Dopo non essere stato scelto nel Draft NFL 2014, Gilliam firmò coi Seattle Seahawks, riuscendo ad entrare nei 53 uomini del roster attivo per l'inizio della stagione regolare e debuttando come professionista nella gara della settimana 1 vinta contro i Green Bay Packers. Nella settimana 9 contro i Raiders disputò la prima gara come titolare in carriera al posto dell'infortunato Russell Okung. La sua stagione regolare si concluse con 14 presenze.
Il 18 gennaio 2015, nella finale della NFC contro i Green Bay Packers, Gilliam aiutò i Seahawks a ribaltare uno svantaggio di 16-0 alla fine del primo tempo quando, su un finto tentativo di field goal, ricevette un passaggio da touchdown da 19 yard dal punter Jon Ryan, in quelli che furono i primi segnati dalla sua squadra, che si qualificò così per il Super Bowl XLIX contro i New England Patriots.
Nella stagione 2015, dopo delle prestazioni negative di Justin Britt come tackle destro e di Alvin Bailey come guardia sinistra, i Seahawks spostarono Gilliam nel ruolo di tackle destro e Britt come guardia sinistra. Dopo avere faticato nella prima parte dell'anno, le sue prestazioni migliorarono gradualmente, risultato uno dei giocatori più migliorati della linea offensiva di Seattle. La sua seconda stagione si chiuse disputando tutte le 16 partite come titolare.

### San Francisco 49ers
Il 17 aprile 2017, Gilliam firmò con i San Francisco 49ers.

## Palmarès

### Franchigia
- National Football Conference Championship: 1

Seattle Seahawks: 2014